# Lonicera aucheri
Lonicera aucheri är en kaprifolväxtart som beskrevs av Hippolyte François Jaubert och Sp. Lonicera aucheri ingår i släktet tryar, och familjen kaprifolväxter. Inga underarter finns listade i Catalogue of Life.